# Муниципальное образование «Первомайское» (Иркутская область)
Муниципальное образование «Первомайское» (Иркутская область) — муниципальное образование со статусом сельского поселения в 
Нукутском районе Иркутской области России. Административный центр — Первомайское.

## Демография
По результатам Всероссийской переписи населения 2010 года 
численность населения муниципального образования составила 947 человек, в том числе 441 мужчина и 506 женщин.

## Населённые пункты
В состав муниципального образования входят населённые пункты
- Первомайское
- Дружный
- Степное[2]